# Cupa UEFA 1983-1984
Cupa UEFA 1983-1984 a fost căștigată de Tottenham Hotspur în fața clubului RSC Anderlecht.

## Prima rundă
| Echipa #1             | Total  | Echipa #2                | Tur            | Retur              |
| --------------------- | ------ | ------------------------ | -------------- | ------------------ |
| 1. FC Kaiserslautern  | 3–4    | Watford                  | 3–1 (Detalii)  | 0–3 (Detalii)      |
| Sparta Praga          | 4–3    | Real Madrid              | 3–2 (Detalii)  | 1–1 (Detalii)      |
| Larissa               | 2–3    | Budapest-Honvéd          | 2–0 (Detalii)  | 0–3(aet) (Detalii) |
| Anorthosis            | 0–11   | Bayern München           | 0–1 (Detalii)  | 0–10 (Detalii)     |
| Atlético Madrid       | 2–4    | FC Groningen             | 2–1 (Detalii)  | 0–3 (Detalii)      |
| Bryne                 | 1–4    | Anderlecht               | 0–3 (Detalii)  | 1–1 (Detalii)      |
| Celtic                | 5–1    | AGF                      | 1–0 (Detalii)  | 4–1 (Detalii)      |
| Drogheda United       | 0–14   | Tottenham Hotspur        | 0–6 (Detalii)  | 0–8 (Detalii)      |
| Aris Bonnevoie        | 0–15   | FK Austria Viena         | 0–5 (Detalii)  | 0–10 (Detalii)     |
| Baník Ostrava         | 6–1    | B 1903                   | 5–0 (Detalii)  | 1–1 (Detalii)      |
| Dinamo Kiev           | 0–1    | Stade Lavallois          | 0–0 (Detalii)  | 0–1 (Detalii)      |
| Bordeaux              | 2–7    | 1. FC Lokomotive Leipzig | 2–3 (Detalii)  | 0–4 (Detalii)      |
| Spartak Moskva        | 7–0    | HJK                      | 2–0 (Detalii)  | 5–0 (Detalii)      |
| Universitatea Craiova | 1–1(p) | Hajduk Split             | 1–0 (Detalii)  | 0–1 (Detalii)      |
| FC Zürich             | 3–8    | Royal Antwerp            | 1–4 (Detalii)  | 2–4 (Detalii)      |
| Hellas Verona         | 4–2    | Steaua Roșie             | 1–0 (Detalii)  | 3–2 (Detalii)      |
| ÍBV                   | 0–3    | Carl Zeiss Jena          | 0–0 (Detalii)  | 0–3 (Detalii)      |
| Gent                  | 2–3    | Lens                     | 1–1 (Detalii)  | 1–2(aet) (Detalii) |
| Nottingham Forest     | 3–0    | Vorwärts Frankfurt       | 2–0 (Detalii)  | 1–0 (Detalii)      |
| Lokomotiv Plovdiv     | 2–5    | PAOK                     | 1–2 (Detalii)  | 1–3 (Detalii)      |
| PSV                   | 6–2    | Ferencváros              | 4–2 (Detalii)  | 2–0 (Detalii)      |
| Rabat Ajax            | 0–16   | Inter Bratislava         | 0–10 (Detalii) | 0–6 (Detalii)      |
| FK Radnički Niš       | 5–1    | St. Gallen               | 3–0 (Detalii)  | 2–1 (Detalii)      |
| Sevilla               | 3–4    | Sporting CP              | 1–1 (Detalii)  | 2–3 (Detalii)      |
| Sparta Rotterdam      | 5–1    | Coleraine                | 4–0 (Detalii)  | 1–1 (Detalii)      |
| Sportul Studențesc    | 1–2    | SK Sturm Graz            | 1–2 (Detalii)  | 0–0 (Detalii)      |
| St. Mirren            | 0–3    | Feyenoord                | 0–1 (Detalii)  | 0–2 (Detalii)      |
| Trabzonspor           | 1–2    | Internazionale           | 1–0 (Detalii)  | 0–2 (Detalii)      |
| VfB Stuttgart         | 1–2    | Levski Sofia             | 1–1 (Detalii)  | 0–1 (Detalii)      |
| Vitória S.C.          | 1–5    | Aston Villa              | 1–0 (Detalii)  | 0–5 (Detalii)      |
| Werder Bremen         | 3–2    | Malmö FF                 | 1–1 (Detalii)  | 2–1 (Detalii)      |
| Widzew Łódź           | (a)2–2 | IF Elfsborg              | 0–0 (Detalii)  | 2–2 (Detalii)      |

### Prima manșă
| Hellas Verona    | 1–0 | Steaua Roșie Belgrad |
| ---------------- | --- | -------------------- |
| Fanna 19' (pen.) |     |                      |

| Trabzonspor | 1–0 | Internazionale |
| ----------- | --- | -------------- |
| Tuncay 88'  |     |                |

| Sparta                               | 3–2 | Real Madrid                |
| ------------------------------------ | --- | -------------------------- |
| Chovanec 27' Procházka 53' Griga 79' |     | Santillana 40' Juanito 60' |

| St Mirren | 0–1 | Feyenoord |
| --------- | --- | --------- |
|           |     | Gullit    |

| Sportul Studențesc | 1–2 | SK Sturm Graz           |
| ------------------ | --- | ----------------------- |
| Munteanu II 31'    |     | Szokolay 75' Jurtin 82' |

| Universitatea Craiova | 1–0 | Hajduk Split |
| --------------------- | --- | ------------ |
| Geolgău 86'           |     |              |

### A doua manșă
| Steaua Roșie Belgrad            | 2–3 | Hellas Verona                    |
| ------------------------------- | --- | -------------------------------- |
| B. Ǵurovski 17' M. Ǵurovski 58' |     | Sacchetti 35' Galderisi 75', 83' |

Hellas Verona s-a calificat cu scorul general de 4–2.
| Internazionale                     | 2–0 | Trabzonspor |
| ---------------------------------- | --- | ----------- |
| Altobelli 48' (pen.) Collovati 86' |     |             |

Internazionale s-a calificat cu scorul general de 2–1.
| Real Madrid | 1–1 | Sparta       |
| ----------- | --- | ------------ |
| Isidro 23'  |     | Skuhravý 74' |

Sparta s-a calificat cu scorul general de 4–3.
| Feyenoord             | 2–0 | St Mirren |
| --------------------- | --- | --------- |
| Van der Til Jeliazkov |     |           |

Feyenoord s-a calificat cu scorul general de 3–0.
| SK Sturm Graz | 0–0 | Sportul Studențesc |
| ------------- | --- | ------------------ |
|               |     |                    |

Sturm Graz s-a calificat cu scorul general de 2-1.
| Hajduk Split                     | 1–0 (d.p.) | Universitatea Craiova                     |
| -------------------------------- | ---------- | ----------------------------------------- |
| Vujović 63'                      |            |                                           |
| Vulić · Adamović · Čelić · Šalov | 3–1        | Irimescu · Țicleanu · Ungureanu · Geolgău |

An aggregate score of 1-1, Hajduk Split wins 3–1 la penaltiuri

## A doua rundă
| Echipa #1                  | Total  | Echipa #2                   | Tur           | Retur              |
| -------------------------- | ------ | --------------------------- | ------------- | ------------------ |
| Budapest Honved FC         | 3–5    | Hajduk Split                | 3–2 (Detalii) | 0–3 (Detalii)      |
| Groningen                  | 3–5    | Internazionale              | 2–0 (Detalii) | 1–5 (Detalii)      |
| FC Spartak Moscova         | 4–3    | Aston Villa FC              | 2–2 (Detalii) | 2–1 (Detalii)      |
| FK Austria Viena           | 5–3    | Stade Lavallois             | 2–0 (Detalii) | 3–3 (Detalii)      |
| Hellas Verona              | 2–2(a) | Sturm Graz                  | 2–2 (Detalii) | 0–0 (Detalii)      |
| Lokomotive Leipzig         | 2–1    | Werder Bremen               | 1–0 (Detalii) | 1–1 (Detalii)      |
| PAOK FC                    | 0–0(p) | Bayern München              | 0–0 (Detalii) | 0–0 (Detalii)      |
| PSV Eindhoven              | 1–3    | Nottingham Forest FC        | 1–2 (Detalii) | 0–1 (Detalii)      |
| R.S.C. Anderlecht          | 4–2    | FC Baník Ostrava            | 2–0 (Detalii) | 2–2 (Detalii)      |
| Radnički Niš               | 6–3    | TJ Internacionál Bratislava | 4–0 (Detalii) | 2–3 (Detalii)      |
| RC Lens                    | 5–4    | R. Antwerp FC               | 2–2 (Detalii) | 3–2 (Detalii)      |
| Sparta Rotterdam           | 4–3    | FC Carl Zeiss Jena          | 3–2 (Detalii) | 1–1 (Detalii)      |
| Sporting Clube de Portugal | 2–5    | Celtic FC                   | 2–0 (Detalii) | 0–5 (Detalii)      |
| Tottenham Hotspur FC       | 6–2    | Feyenoord Rotterdam         | 4–2 (Detalii) | 2–0 (Detalii)      |
| Watford FC                 | 4–2    | PFK Levski Sofia            | 1–1 (Detalii) | 3–1(aet) (Detalii) |
| Widzew Łódź                | 1–3    | Sparta Praga                | 1–0 (Detalii) | 0–3 (Detalii)      |

### Prima manșă
| Groningen            | 2–0 | Internazionale |
| -------------------- | --- | -------------- |
| Koeman 16' Fandi 89' |     |                |

| Hellas Verona           | 2–2 | Sturm Graz              |
| ----------------------- | --- | ----------------------- |
| Fanna 12' Galderisi 43' |     | Szokolai 18' Jurtin 26' |

| Widzew       | 1–0 | Sparta |
| ------------ | --- | ------ |
| Wójcicki 42' |     |        |

### A doua manșă
| Internazionale                                    | 5–1 | Groningen    |
| ------------------------------------------------- | --- | ------------ |
| Collovati 53' Altobelli 55' (pen.) Serena 59' 89' |     | McDonald 61' |

Internazionale s-a calificat cu scorul general de 5–3.
| Sturm Graz | 0–0 | Hellas Verona |
| ---------- | --- | ------------- |
|            |     |               |

Sturm Graz 2–2 Hellas Verona . Sturm Graz s-a calificat cu scorul general de datorită golului marcat în deplasare.
| Sparta                               | 3–0 | Widzew |
| ------------------------------------ | --- | ------ |
| Procházka 32' Griga 39' Skuhravý 83' |     |        |

Sparta s-a calificat cu scorul general de 3–1.

## A treia rundă
| Echipa #1            | Total | Echipa #2            | Tur           | Retur         |
| -------------------- | ----- | -------------------- | ------------- | ------------- |
| Bayern München       | 1–2   | Tottenham Hotspur FC | 1–0 (Detalii) | 0–2 (Detalii) |
| FK Austria Viena     | 3–2   | Internazionale       | 2–1 (Detalii) | 1–1 (Detalii) |
| Nottingham Forest FC | 2–1   | Celtic FC            | 0–0 (Detalii) | 2–1 (Detalii) |
| Radnički Niš         | 0–4   | Hajduk Split         | 0–2 (Detalii) | 0–2 (Detalii) |
| RC Lens              | 1–2   | R.S.C. Anderlecht    | 1–1 (Detalii) | 0–1 (Detalii) |
| Sturm Graz           | 2–1   | Lokomotive Leipzig   | 2–0 (Detalii) | 0–1 (Detalii) |
| Sparta Rotterdam     | 1–3   | FC Spartak Moscova   | 1–1 (Detalii) | 0–2 (Detalii) |
| Watford FC           | 2–7   | Sparta Praga         | 2–3 (Detalii) | 0–4 (Detalii) |

### Prima manșă
| FK Austria Viena | 2–1 | Internazionale |
| ---------------- | --- | -------------- |
| Nyilasi 76' 81'  |     | Muraro 53'     |

| Radnički Niš | 0–2 | Hajduk Split              |
| ------------ | --- | ------------------------- |
|              |     | Zl. Vujović 43' Vulić 53' |

| Watford                  | 2–3 | Sparta                          |
| ------------------------ | --- | ------------------------------- |
| Rostron 67' Gilligan 86' |     | Berger 27' Griga 31' Ščasný 90' |

### A doua manșă
| Internazionale | 1–1 | FK Austria Viena |
| -------------- | --- | ---------------- |
| Bagni 79'      |     | Magyar 72'       |

FK Austria Viena s-a calificat cu scorul general de 3–2.
| Hajduk Split         | 2–0 | Radnički Niš |
| -------------------- | --- | ------------ |
| Zl. Vujović 61', 71' |     |              |

Hajduk Split s-a calificat cu scorul general de 4–0.
| Sparta                                           | 4–0 | Watford |
| ------------------------------------------------ | --- | ------- |
| Chovanec 3' Beznoska 9' Skuhravý 30' Jarolím 42' |     |         |

Sparta s-a calificat cu scorul general de 7–2.

## Sferturi
| Echipa #1            | Total | Echipa #2          | Tur           | Retur              |
| -------------------- | ----- | ------------------ | ------------- | ------------------ |
| Sparta Praga         | 1–2   | Hajduk Split       | 1–0 (Detalii) | 0–2(aet) (Detalii) |
| Nottingham Forest FC | 2–1   | Sturm Graz         | 1–0 (Detalii) | 1–1(aet) (Detalii) |
| R.S.C. Anderlecht    | 4–3   | FC Spartak Moscova | 4–2 (Detalii) | 0–1 (Detalii)      |
| Tottenham Hotspur FC | 4–2   | FK Austria Viena   | 2–0 (Detalii) | 2–2 (Detalii)      |

### Prima manșă
| Sparta Praga | 1–0 | Hajduk Split |
| ------------ | --- | ------------ |
| Hašek 49'    |     |              |

### A doua manșă
| Hajduk Split              | 2 – 0 (a.e.t) | Sparta Praga |
| ------------------------- | ------------- | ------------ |
| Gudelj 18' Slišković 119' |               |              |

Hajduk Split s-a calificat cu scorul general de 2–1.

## Semifinale
| Echipa #1            | Total  | Echipa #2            | Tur           | Retur         |
| -------------------- | ------ | -------------------- | ------------- | ------------- |
| Hajduk Split         | 2–2(a) | Tottenham Hotspur FC | 2–1 (Detalii) | 0–1 (Detalii) |
| Nottingham Forest FC | 2–3    | R.S.C. Anderlecht    | 2–0 (Detalii) | 0–3 (Detalii) |

### Prima manșă
| Hajduk Split         | 2–1 | Tottenham Hotspur |
| -------------------- | --- | ----------------- |
| Gudelj 67' Pešić 77' |     | Falco 19'         |

### A doua manșă
| Tottenham Hotspur | 1–0 | Hajduk Split |
| ----------------- | --- | ------------ |
| Hazard 6'         |     |              |

Tottenham Hotspur 2–2 Hajduk Split. Tottenham Hotspur s-a calificat cu scorul general de datorită golului marcat în deplasare.

## Finala

### Prima manșă
| RSC Anderlecht | 1–1     | Tottenham Hotspur |
| -------------- | ------- | ----------------- |
| Olsen 85'      | Detalii | Miller 57'        |

### A doua manșă
| Tottenham Hotspur                              | 1–1 (d.p.) | RSC Anderlecht                                  |
| ---------------------------------------------- | ---------- | ----------------------------------------------- |
| Roberts 84'                                    | Detalii    | Czerniatynski 60'                               |
| Roberts · Falco · Stevens · Archibald · Thomas | 4–3        | Olsen · Grün · Scifo · Vercauteren · Guðjohnsen |

Tottenham a câștigat cu 4–3 la penaltiuri